# Amara Conde
Amara Conde (Köln, 1997. január 6. –) német utánpótlás-válogatott labdarúgó, aki jelenleg a VfL Wolfsburg II játékosa.

## Pályafutása
Fiatalon az SC 27 Bergisch Gladbach és a Bayer 04 Leverkusen csapatainál nevelkedett, egészen 2012-ig. Ekkor került a VfL Wolfsburg akadémiájára, ahol az U17-es csapat tagja lett. 27 mérkőzésen 3 gólt szerzett és felkerült az U19-es csapathoz. A 2015-16-os szezonban az UEFA Ifjúsági Ligában is pályára lépett. 2016. augusztus 27-én debütált a második csapatban a St. Pauli II ellen.

## Válogatott
A  német U19-es labdarúgó-válogatott tagjaként részt vett a 2016-os U19-es labdarúgó-Európa-bajnokságon.

## Statisztika
2017. január 8. szerint.
| Klub             | Szezon   | Bajnokság | Bajnokság | Kupa  | Kupa | Nemzetközi | Nemzetközi | Összesen | Összesen |
| Klub             | Szezon   | Mérk.     | Gól       | Mérk. | Gól  | Mérk.      | Gól        | Mérk.    | Gól      |
| ---------------- | -------- | --------- | --------- | ----- | ---- | ---------- | ---------- | -------- | -------- |
| VfL Wolfsburg II | 2016–17  | 11        | 0         | 0     | 0    | -          | -          | 11       | 0        |
| VfL Wolfsburg II | Összesen | 11        | 0         | 0     | 0    | 0          | 0          | 11       | 0        |
| Összesen         | Összesen | 11        | 0         | 0     | 0    | 0          | 0          | 11       | 0        |